# Oithona hamata
Oithona hamata är en kräftdjursart som beskrevs av Rosendorn. Oithona hamata ingår i släktet Oithona och familjen Oithonidae. Inga underarter finns listade i Catalogue of Life.